# هیوندای استلر

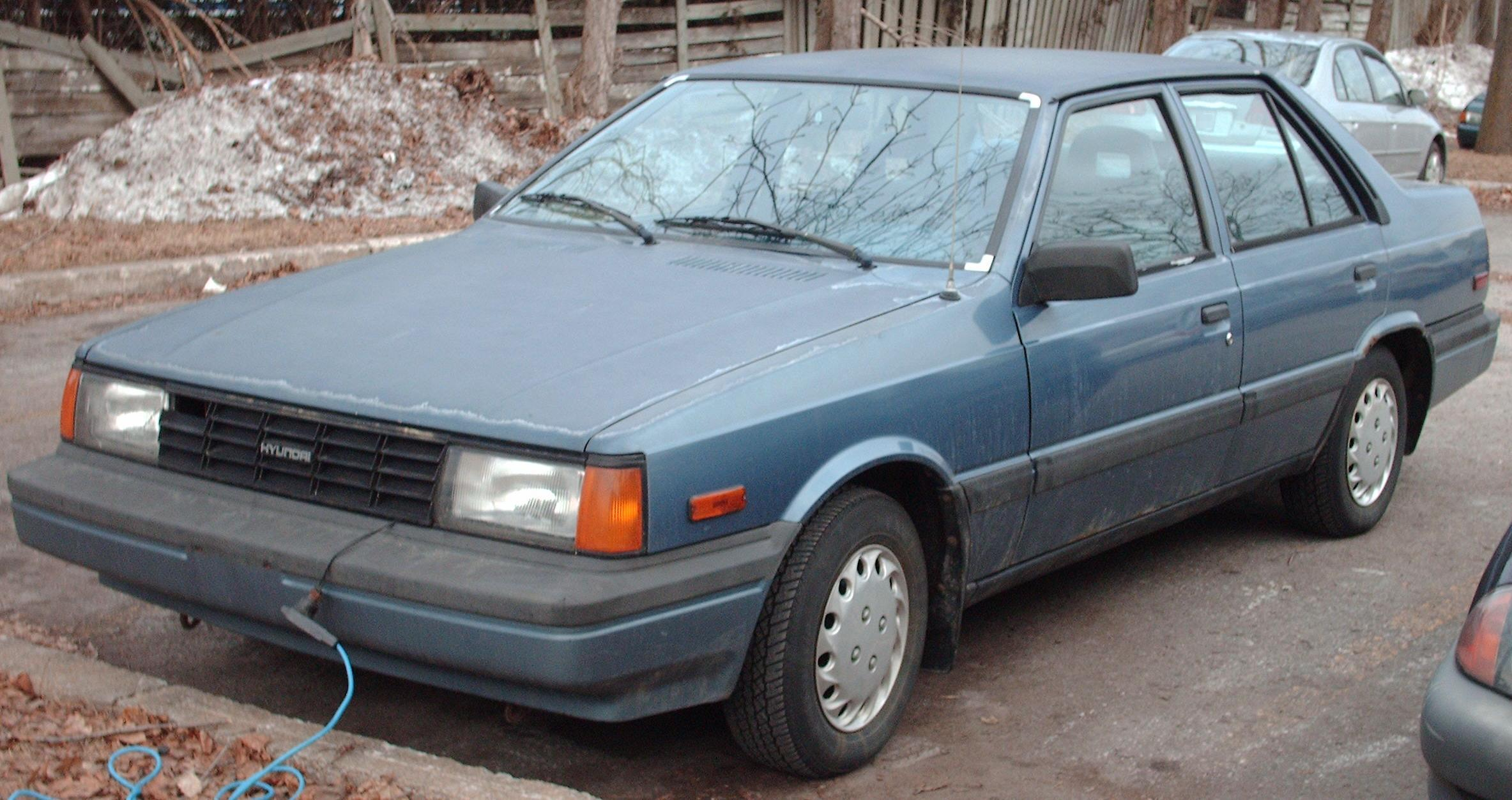

هیوندایی استلر (Hyundai Stellar) خودرویی است که در سال‌های ۱۹۸۳ تا ۱۹۸۸تولید شده‌است.
این خودرو در کلاس خودرو سایز متوسط قرار گرفته و است. سیستم جعبه‌دندهٔ آن ۴ دنده به دو صورت خودکار و دستی است.